# Carex ussuriensis
Carex ussuriensis är en halvgräsart som beskrevs av Vladimir Leontjevitj Komarov. Carex ussuriensis ingår i släktet starrar, och familjen halvgräs.

## Underarter
Arten delas in i följande underarter:
- C. u. ussuriensis
- C. u. latifolia